# Казерта (провинция)
Казе́рта (итал. Provincia di Caserta) — провинция в Италии, на севере региона Кампания.
Административным центром провинции является одноимённый город Казерта, где находится знаменитый Казертский дворец, бывший резиденцией неаполитанских королей.
Провинция учреждена в 1945 году; подразделяется на 104 коммуны. Самый крупный город провинции — Казерта, второй по величине — Аверса.

## География
Провинция Казерта находится на западе Италии, омывается Тирренским морем. Непосредственно на побережье находятся города Мондрагоне и Кастель-Вольтурно.
На севере Казерты находятся горы Мате́зе (итал. Matese), входящие в систему Центральных Апеннин, и одноимённое карстовое озеро (итал. Lago del Matese). Наивысшая точка — гора Милетто (итал. Monte Miletto) высотой 2050 м[уточнить], а озеро располагается на высоте 1007 м над уровнем моря — это самое высокогорное карстовое озеро Италии. Там же находятся искусственные озёра Галло и Летино, созданные при строительстве дамб на речках Лете и Сава.
Природный парк Матезе (итал. Parco regionale del Matese) основан в 2002 году.
По территории провинции Казерта протекает река Вольтурно, которая впадает в Гаэтанский залив Тирренского моря. В устье этой реки расположен город Кастель-Вольтурно.
В Казерте также находятся невысокие горы — Санта-Кроче в коммуне Роккамонфина (1005 м) и Маджоре (1036 м). Гора Санта-Кроче является верхушкой потухшего 50 тысяч лет назад вулкана Роккамонфина.
Через Казерту пролегает автострада , связывающая Милан, Рим и Неаполь; а также автодорога , ведущая в Салерно.